# Busto Garolfo
Busto Garolfo est une commune de la ville métropolitaine de Milan, dans la région Lombardie, en Italie.

## Administration
| Période                                  | Période     | Identité         | Étiquette     | Qualité |
| ---------------------------------------- | ----------- | ---------------- | ------------- | ------- |
| 14 juin 2004                             | 8 juin 2009 | Giovanni Alli    | centre-gauche |         |
| 8 juin 2009                              | En cours    | Angelo Pirazzini | centre-droite |         |
| Les données manquantes sont à compléter. |             |                  |               |         |

### Frazione
Olcella.

### Communes limitrophes
Villa Cortese, Canegrate, San Giorgio su Legnano, Parabiago, Dairago, Arconate, Casorezzo, Inveruno.

## Jumelages
- Senise (Italie).